# Fraisse d'Agot
Fraisse d'Agot (en occità Fraisse d'Agot, en francès Fraisse-sur-Agout) és un municipi occità del Llenguadoc situat al departament de l'Erau, a la regió d'Occitània.

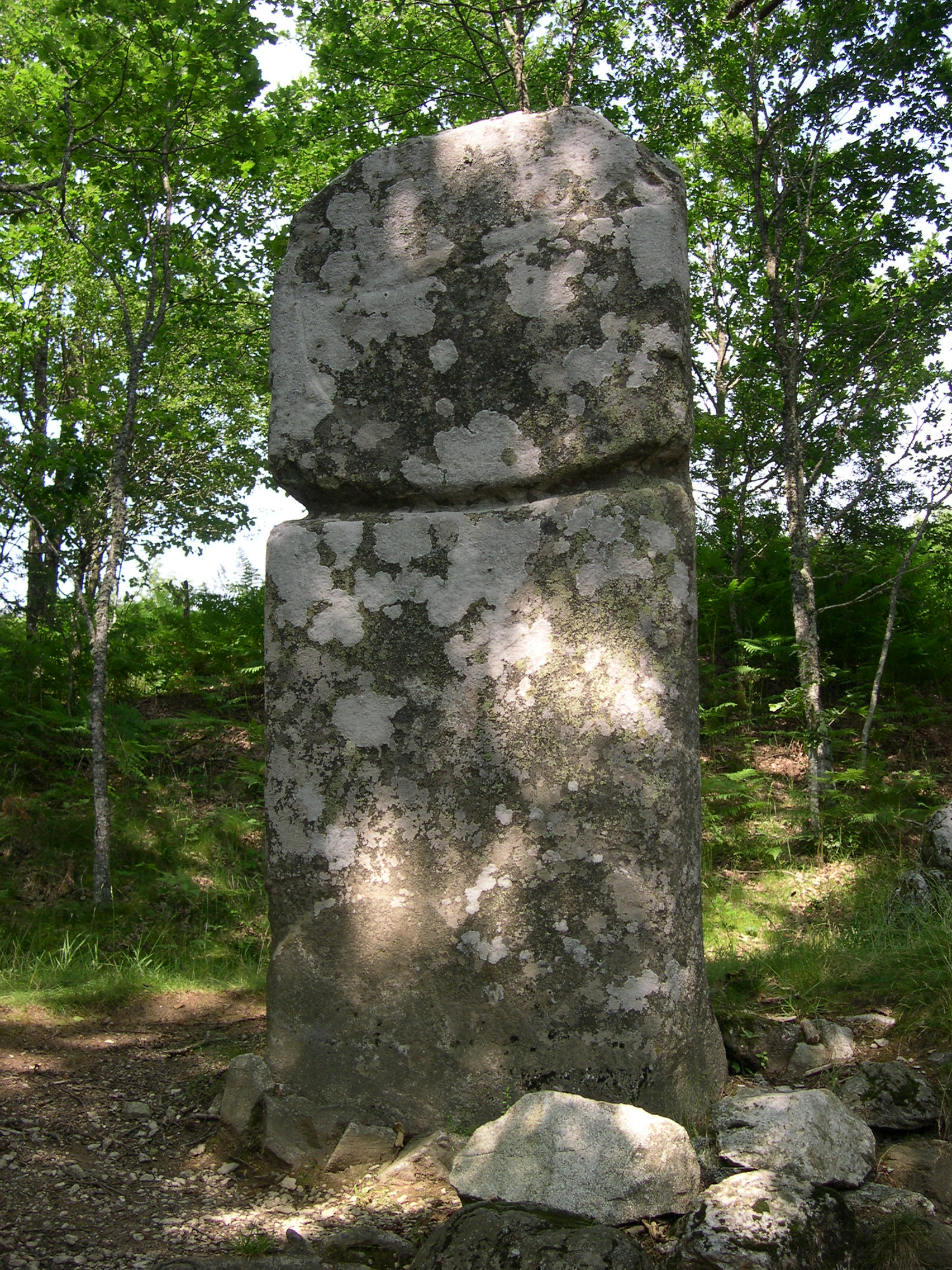
menhir de Picarel